# Mięsień biodrowy

Mięsień biodrowy

Mięsień biodrowy (łac. musculus iliacus) – w anatomii człowieka mięsień należący do grupy przedniej mięśni grzbietowych obręczy kończyny dolnej, wyściełający dół biodrowy. Jest trójkątny, o grubości około 2 cm. Przyczep początkowy ma w dole biodrowym, od grzebienia biodrowego do obu kolców biodrowych przednich i do kresy granicznej. Włókna zbiegają się ku dołowi i przechodzą pod więzadłem pachwinowym przez rozstęp mięśni, z przodu od stawu biodrowego, kończąc się ścięgnem na krętarzu mniejszym kości udowej. Mięsień biodrowy, a zwłaszcza jego ścięgno końcowe, zrastają się z mięśniem lędźwiowym większym, budując mięsień biodrowo-lędźwiowy, który silnie zgina staw biodrowy, a także przywodzi udo i obraca je na zewnątrz (za część mięśnia biodrowo-lędźwiowego bywa uważany także mięsień lędźwiowy mniejszy). Mięsień biodrowy unerwiony jest przez gałęzie mięśniowe bliższe nerwu udowego.